# Uhrenschule Teterow

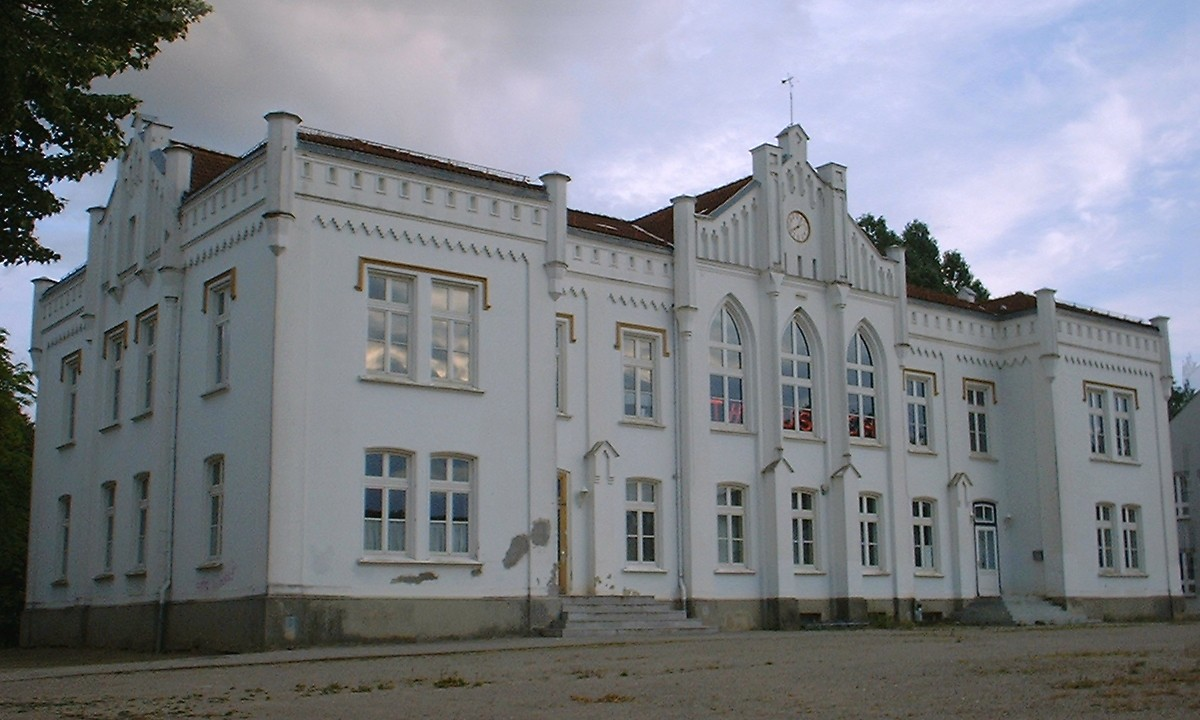

Die ehemalige Uhrenschule in Teterow (Mecklenburg-Vorpommern) auf dem Schulkamp, Schulkampallee 3/5, stammt von 1860. Zwei weitere Schulgebäude wurden 1885 und 1903, die Turnhalle 1909 gebaut. Seit 2002 befindet sich hier das Theater Uhrenschule (THUSCH).
Die drei Gebäude und die Turnhalle sowie Park, Gedenkstein 1860 und Mahnmal der Widerstandskämpfer stehen unter Denkmalschutz.

## Geschichte

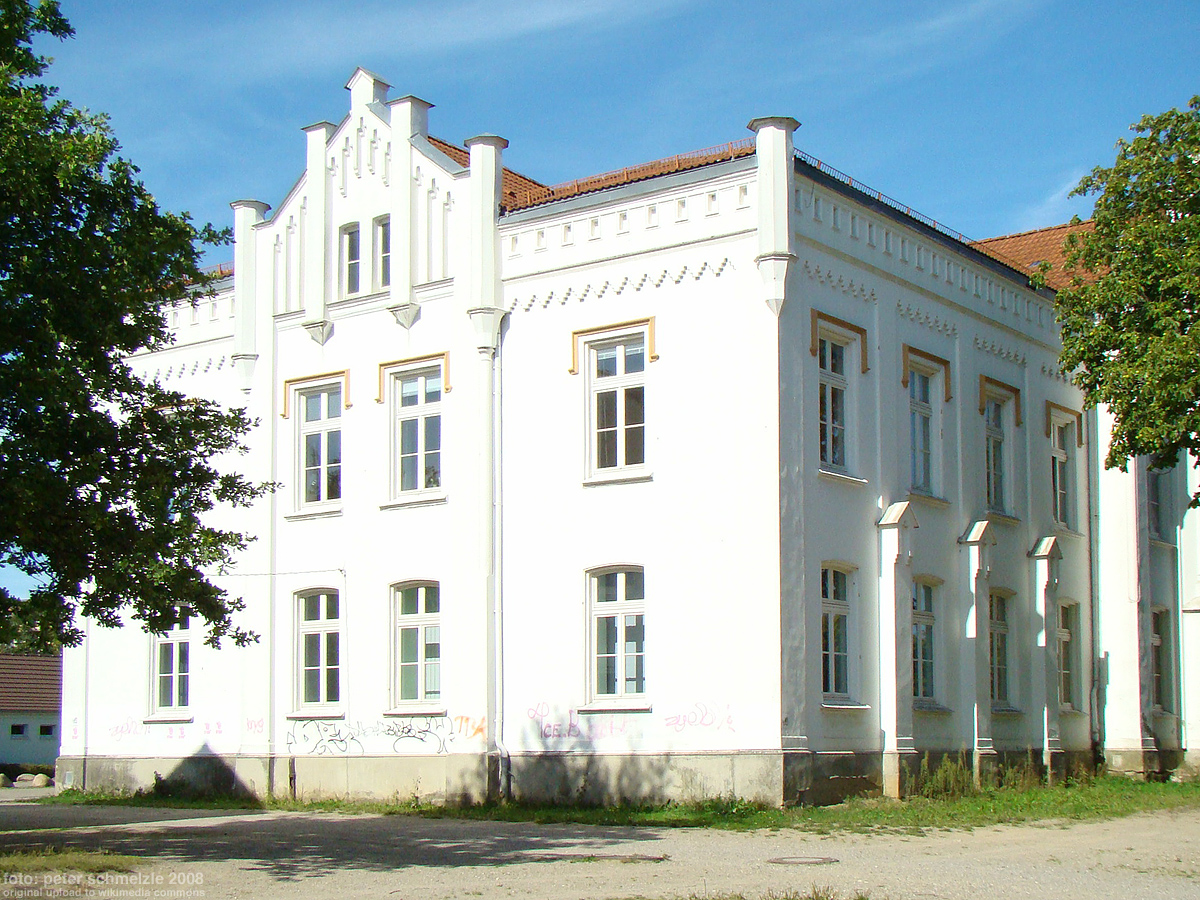

Die Stadt Teterow mit 8334 Einwohnern (2019) wurde 1230 angelegt und erhielt um 1235 das Stadtrecht.
Im Mittelalter gab es im Ort eine Fürstenschule für privilegierte Schichten. Wahrscheinlich seit Anfang des 17. Jahrhunderts gab es eine Schule für ärmere Bürgerkinder an oder in der Nähe der Schulstraße 21 bei der Stadtkirche Teterow. Nach dem großen Stadtbrand von 1793 wurde an der Schulstraße 21 ein zweigeschossiges Fachwerk-Schulhaus mit vier Klassenräumen errichtet. 1839 gab es über 600 Schüler und 1848 unterrichtete ein Lehrer 170/180 bzw. 220/230 Kinder in der Schule und in angemieteten Räumen, so berichtete die Teterower Bürgerzeitung. In einem Klassenraum befanden sich bis zu 94 Kinder. Ein Schulneubau war erforderlich.
Als erstes Schulhaus auf dem von Pastor Felix Fiedler (auch Fidler, 1633–1707) gestifteten Fliederkamp (danach Schulkamp) wurde die zweigeschossige, 11-achsige, historisiende verputzte kirchliche Uhrenschule mit den Fialen, dem mittigen Giebelrisalit mit der Uhr und den zwei Seitenflügeln mit Giebelrisaliten erst 1860 im Tudorstil gebaut. Die Klockenschoul (plattdeutsch), seit 1886 Knabenschule, nahm die 1866 gegründete Höhere Bürgerschule auf.
Als zweites zweigeschossiges, 12-achsiges, verputztes Schulhaus mit einem Mittelrisalit kam bereits 1885/86 die sogenannte graue Schule bis 1931 als Mädchenschule hinzu.
Beide zunächst kirchlichen Schulen waren unterteilt in die schulgeldfreie, sechsklassige, ab 1920 achtklassige staatliche Volksschule und die Bürgerschule.
Das dritte Schulhaus stammt von 1903; es nahm die Höhere Bürgerschule nunmehr als Realschule auf, bis 1931 als Knabenschule, danach als „Vollanstalt“ mit Mädchen und Jungen. Ab 1936 erfolgte der Ausbau zur Oberschule, die 1938 den Nazi-Namen Horst-Wessel-Oberschule erhielt.
Die Turnhalle stammt von 1909, die einen Anbau mit Lehrschwimmbecken erhielt und 2004 saniert wurde.
1950 war die Oberschule in der grauen Schule. Volks- und Oberschule auf dem Schulkamp erhielten den Namen Heinrich-Heine-Schule. 1951 erfolgte die Trennung in Heinrich-Heine-Grundschule bis Klasse 8 und Heinrich-Heine-Oberschule mit Klasse 9 bis 12, die 1960 Erweiterte Oberschule (EOS), 1982 aufgelöst und in die bis dahin zehnklassige Käthe-Niederkirchner-Oberschule eingegliedert wurde. Nach 1991 entstand das Gymnasium, seit 2002 die Europaschule Gymnasium Teterow, Constantin-Kirchhoff-Straße 6, mit den Klassen 6 bis 12.
Auf dem Schulkamp sind heute:
- In der Uhrenschule ein Studiotheater mit Kino von 2002 (Thusch genannt) mit der regionalen Vertretung des Landesverbandes Filmkommunikation Mecklenburg-Vorpommern und der Stätte des Jungen Theaters Teterow sowie der Musikschule.[4]
- In der grauen Schule befindet sich nach dem Leerzug seit 1998 das Lager des Stadtmuseums.
- Die Grundschule erhielt 1997 die Räume des Gymnasiums mit dem neueren Gebäude der Oberschule von 1965.
- Das zweigeschossige Pastor-Fiedler-Haus entstand hier 1875 als eine kirchliche Kleinkinderschule, die 1888 zum ersten Kindergarten wurde, später bis 1999 die Kommunale Kulturstiftung Teterower beherbergte und 1999 bis 2020 die Galerie Teterow, die zum Bahnhof Teterow umzog.[5]